# Georges-André Lacroix
Georges-André Lacroix (Parigi, 1880 – Torino, 22 luglio 1920) è stato un regista cinematografico francese.

## Biografia
Proveniente dalla Gaumont, casa nella quale diresse numerosi cortometraggi fin dal 1910, per conto dell'italiana Itala Film, diresse nel 1919 il film Appassionatamente. L'anno successivo girò per la Photodrama un altro film dal titolo Il suo destino.
Morì in circostanze misteriose nell'estate del 1920 all'età di quarant'anni.

## Filmografia parziale
- Les Doigts qui voient, co-regia di Louis Feuillade (1911)
- L'Oiseau blessé, co-regia di Léonce Perret (1911)
- Tante Aurore, co-regia di Louis Feuillade (1912)
- L'Effroi, co-regia di Louis Feuillade (1913)
- Haine  (1918)
- Le Noël d'Yveline (1918)
- Appassionatamente (1919)
- Il suo destino (1920)